# Космические медузы
Космические медузы — связанный с запуском космических ракет атмосферный феномен. Объясняется отражением света от выхлопных газов ракеты, частично рассеявшихся в атмосфере в период перед рассветом или после заката. Наблюдение возможно в период, когда Солнце ещё/уже не освещает поверхность Земли, но его лучи попадают на конденсационный след от ракеты, расположенный на большой высоте.
Проявления этого феномена иногда принимают за НЛО, что приводило к панике по поводу вторжения инопланетян и ядерной бомбардировки.

## Некоторые известные случаи
| Запуск                    |  | Ракета                                  | Дата             | Место                         | Описание | Ссылки               |
| ------------------------- |  | --------------------------------------- | ---------------- | ----------------------------- | --- | -------------------- |
| 62й полёт SpaceX Falcon 9 |  | SAOCOM 1A                               | 8 октября 2018   | Калифорния                    | Запуск с западного берега Калифорнии на закате привёл к сообщениям о наблюдении НЛО.                                             | [ 10 ] [ 11 ] [ 12 ] |
| 57й полёт SpaceX Falcon 9 |  | SpaceX CRS-15                           | 29 июня 2018     | Флорида                       | Восточный берег Флориды, перед рассветом.                                                                                        | [ 1 ]                |
| Запуск Союз-2.1.b         |  | Спутник Глонасс-M                       | 17 июня 2018     | Европейская территория России | Запуск с космодрома Плесецк, полёт над Нижним Новгородом и Казанью.                                                              | [ 13 ] [ 8 ] [ 9 ]   |
| SpaceX Falcon 9 flight 46 |  | SpaceX Iridium 4                        | 22 декабря 2017  | Калифорния                    | Запуск с западного берега Калифорнии, после заката.                                                                              | [ 14 ]               |
| Atlas V 551 AV-056        |  | MUOS-4                                  | 2 сентября 2015  | Флорида                       | Мыс Канаверал, перед рассветом.                                                                                                  | [ 15 ] [ 16 ]        |
|                           |  | Спутник наблюдения за погодой Метеор-M2 | 8 июля 2014      | Казахстан                     | Запущен с космодрома Байконур.                                                                                                   | [ 17 ]               |
| Испытание ракеты Тополь-М |  | н/д                                     | 10 октября 2013  | Россия — Казахстан            | Запущена из Капустина Яра (Россия) в Сары Шаган (Казахстан).                                                                     | [ 18 ]               |
|                           |  | Космос-1188                             | 14 июня 1980     | Московская область            | Запуск с космодрома Плесецк привёл к образованию гигантской, похожей на медузу фигуры, видимой в Москве и Твери.                 | [ 19 ]               |
|                           |  | Космос-955                              | 20 сентября 1977 | Северная Европа               | Наблюдение медузообразного газового облака от ракеты, запущенной с космодрома Плесецк, получило название Петрозаводский феномен. | [ 20 ]               |